# Jorinde és Joringel (film)
A Jorinde és Joringel (eredeti címén Jorinde und Joringel) egész estés német televíziós film, amely a Grimm fivérek meséje nyomán készült. A forgatókönyvet Olaf Winkler és Nicolas Jacob írta, Bodo Fürneisen rendezte, a zenéjét Rainer Oleak szerezte. Németországban 2011. december 25-én vetítették le.

## Szereposztás
| Szereplő      | Színész            | Magyar hang   | Leírás |
| ------------- | ------------------ | ------------- | ------ |
| Jorinde       | Llewellyn Reichman | Laudon Andrea |        |
| Joringel      | Jonas Nay          | Czető Roland  |        |
| Boszorkány    | Katja Flint        | Timkó Eszter  |        |
| Rablólovag    | Uwe Kockisch       | Mikula Sándor |        |
| Jorinde anyja | Naomi Krauss       | Makay Andrea  |        |
| Jorinde apja  | Veit Stübner       | Jantyik Csaba |        |

- További szereplők: Magyar Attila, Koncz István, Berkes Boglárka.